# 316e division (Vietnam)

La 316e division vietnamienne, ou Sư đoàn 316 en vietnamien, est une unité militaire créée pendant la guerre d'Indochine par les forces vietminh pour lutter contre les troupes de l'Union française. L'unité fut fondée le 1er mai 1950.

## Chefs de corps
- Général Le Quang Ba : commandant en chef
- Chu Huy Man : Commissaire politique

## Organisation
La division est formée de 3 régiments d'infanterie ou Trung đoàn
- 174e régiment d'infanterie
- 176e régiment d'infanterie
- 98e régiment d'infanterie

## Sources et bibliographies
- Général Võ Nguyên Giáp, Mémoires 1946-1954 : Tome 1 à 3, Anako, 2003.
- Eric Deroo et Christophe Dutrône, Le Viêt-Minh, Les Indes savantes, 2008.  (ISBN 978-2-84654-145-9).